# Celypha lacunana

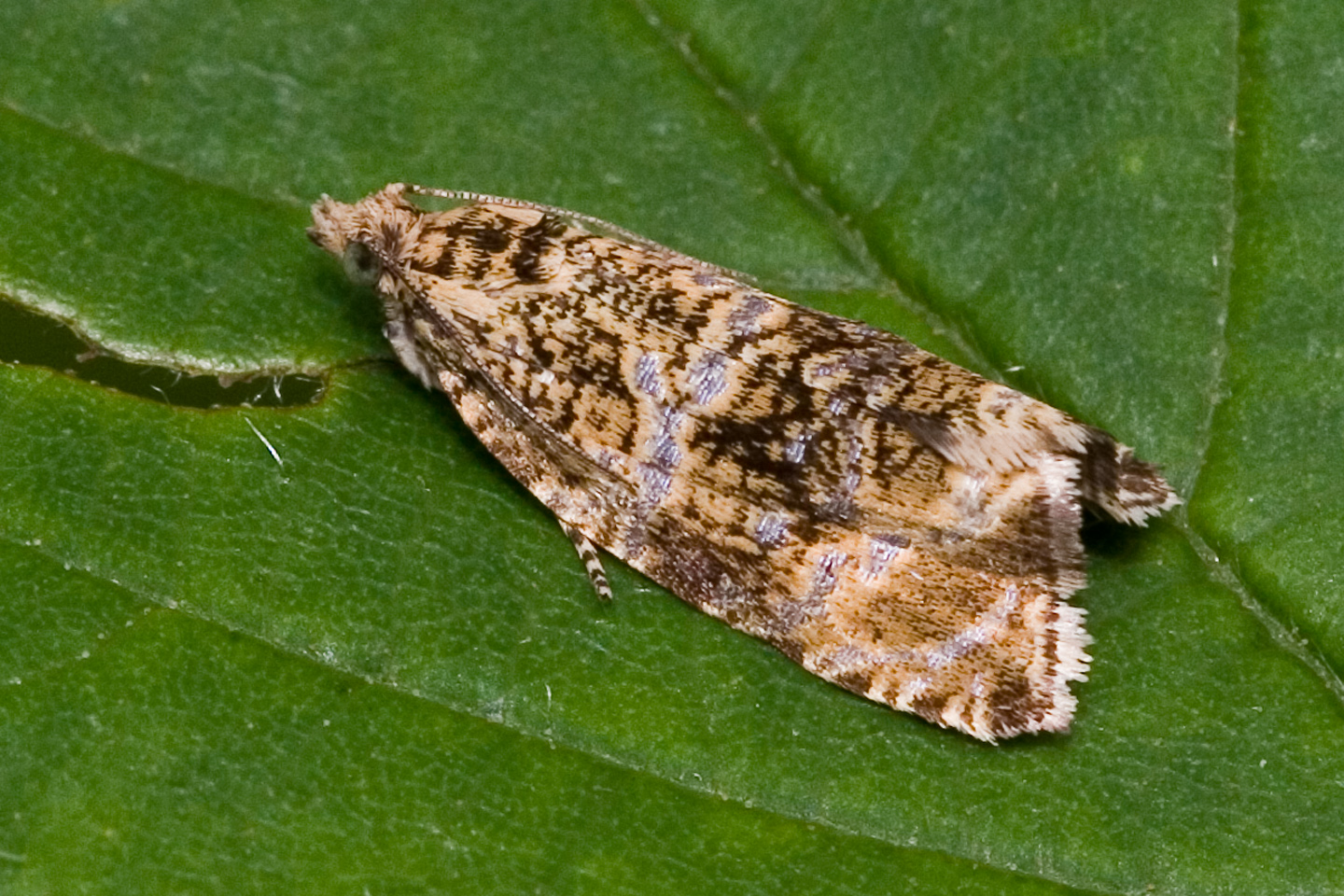
Celypha lacunana

Celypha lacunana, auch als Gebänderter Wickler bekannt, ist ein Schmetterling aus der Familie der Wickler (Tortricidae).

## Merkmale
Die Falter haben eine Flügelspannweite von 16 bis 18 Millimeter.
Die Raupen von Celypha lacunana erreichen eine Länge von etwa 15 Millimetern und sind braun bis dunkelbraun gefärbt. Sie sind sehr variabel und können mit vielen anderen Arten verwechselt werden.

### Ähnliche Arten
- Olethreutes obsoletana (Zetterstedt, 1840)
- Celypha doubledayana (Barret, 1872)
- Orthotaenia undulana (Denis & Schiffermüller, 1775)

## Lebensweise
Die Raupen leben polyphag und ernähren sich von einer Vielzahl von krautigen Pflanzen, Farnen, Sträuchern und Baumen:
- Möhren (Daucus sp.)
- Teufelsabbiss (Succisa sp.)
- Hauhecheln (Ononis sp.)
- Minzen (Mentha sp.)
- Dotterblumen (Caltha sp.)
- Hahnenfuß (Ranunculus sp.)
- Alant (Inula sp.)
- Kratzdisteln (Cirsium sp.)
- Chrysanthemen (Chrysanthemum sp.)
- Gilbweiderich (Lysimachia sp.)
- Gänsefüße (Chenopodium sp.)
- Brennnesseln (Urtica sp.)
- Artemisia (Artemisia sp.)
- Mädesüß (Filipendula sp.)
- Erdbeeren (Fragaria sp.)
- Wiesenknopf (Sanguisorba sp.)
- Weidenröschen (Epilobium sp.)
- Rubus (Rubus sp.)
- Weiden (Salix sp.)
- Pappeln (Populus sp.)
- Liguster (Ligustrum sp.)
- Lärchen (Larix sp.)
- Fichten (Picea sp.)
- Adlerfarne (Pteridium sp.)
- usw.

### Flug- und Raupenzeiten
Celypha lacunana bildet zwei sich überlappende Generationen im Jahr, die von Mitte Mai bis Juli und von August bis September fliegen. Das Abundanzmaximum liegt im Juni. Die Raupen können von April bis September angetroffen werden.